# Christian Le Hémonet
Christian Le Hémonet, né le 15 octobre 1943 à Cannes, est un réalisateur et scénariste français.

## Biographie
Il partage sa petite enfance entre Koulikoro au Mali (alors Soudan français) et La Côte-Saint-André dans l'Isère. Puis, il est scolarisé dans différents pensionnats (Fénelon à Grasse, Lamartine à Belley, Stanislas à Cannes et à Paris). Cinéphile passionné il rêve de devenir un jour réalisateur et d'arpenter les plateaux comme sa cousine l'actrice Magali Noël.
Après un stage de montage à CTM  (Cie Tirage Maurice), il s'exile d'abord en Côte d'Ivoire (Abidjan, Bouaké) puis au Sénégal (Dakar, Kaolack) où il gère et programme des salles de cinéma de la SECMA (Société d'Exploitation Cinématographique Africaine).
En 1968, de retour à Paris, il entre au Crédit Lyonnais où il a pour clients les producteurs Pierre Spengler et Ilya Salkind, qu'il rejoint à Londres cinq ans plus tard. Il participe ainsi à la grande aventure « Salkind » en travaillant sur Les Trois Mousquetaires et On l'appelait Milady de Richard Lester, Folies bourgeoises de Claude Chabrol, Le Prince et le Pauvre de Richard Fleischer, Superman de Richard Donner et Superman 2 de Richard Donner et Richard Lester.
Par la suite, en France, il assiste le réalisateur Robert Mugnerot sur de nombreux documentaires dont L’Invité de FR3 de Jean-Michel Royer, et devient pigiste sur cette chaîne durant plusieurs années avant de se lancer dans la réalisation de films et l’écriture de scénarios et de romans.
Au début des années 80, il passe à la réalisation de plusieurs courts-métrages. En 1987, il dirige son premier film Funny Boy avec Gérard Lecaillon et Valérie Mairesse. En 2018, il réalise Jusqu'à la lie.

## Filmographie

### Comme réalisateur

#### Longs métrages
- 1987 : Funny Boy
- 1991 : SAS : L'Œil de la veuve (Eye of the Widow) de Andrew V. McLaglen (réalisateur de la seconde équipe)
- 2018 : Jusqu'à la lie
- 2024 : Stella Mantoni, Il Ritorno

#### Comme scénariste et dialoguiste
- 1987 : Funny Boy de Christian Le Hémonet
- 2018 : Jusqu'à la lie de Christian Le Hémonet
- 2024 : Stella Mantoni, Il Ritorno de Christian Le Hémonet

#### Documentaire
- 1991 : My beautiful featurette : Making of « Eye of the widow »

#### Courts métrages
- 1983 : Bed and Breakfast (+ dialogues et scénario)
- 1984 : Lift show (+ dialogues et scénario)
- 1985 : Blockhaus USA (+ dialogues, scénario et interprétation)
- 1986 : Fille de rêve (+ dialogues et scénario)
- 1989 : L'Auscultation (+ dialogues et scénario)
- 1990 : Ice-cream et châtiment (+ dialogues et scénario)
- 2020 : Stella Mantoni (+ dialogues, scénario et production)

#### Comme assistant de production
- 1973 : Les Trois Mousquetaires (The Three Musketeers) de Richard Lester
- 1974 : On l'appelait Milady (The Four Musketeers) de Richard Lester
- 1976 : Folies bourgeoises de Claude Chabrol
- 1977 : Le Prince et le Pauvre (Crossed Swords) de Richard Fleischer
- 1978 : Superman de Richard Donner
- 1980 : Superman 2 de Richard Lester et Richard Donner

#### Comme acteur
- 1947 : La Fleur de l'âge de Marcel Carné (film inachevé)
- 1976 : Folies bourgeoises de Claude Chabrol
- 1986 : La Femme de ma vie de Régis Wargnier

### Télévision

#### Comme réalisateur
- 1990 : L'Étalon noir (Série), réalisation d'un épisode :
  - Saison 2, épisode 6 : The Alhambra Zarr

#### Comme scénariste
- 1992 : La Mare aux crocodiles de Neal Sundstrom
- 1997 : Mira la magnifique d'Agnès Delarive (seulement conseiller artistique)

#### Comme assistant réalisateur
- 1984 : La Mer buissonnière de Robert Mugnerot

#### Comme acteur
- 1981 : Le système du docteur goudron et du professeur plume de Claude Chabrol
- 1990 : Que le jour aille au diable d'Alain Wermus
- 1997 : Les Cordier, juge et flic, 1 épisode d'Alain Wermus
  - Cathy
- 2000 : Julie Lescaut, 1 épisode d'Alain Wermus : Emilio Del Cafio
  - Saison 10, épisode 1 : Le secret de Julie

### Publicités
- 1986 : Burac (meubles de bureau)
- 1986 : Italia oggi (journal italien)
- 1987 : Recensement national (Ministère de la Défense)

## Œuvres
- 1985 : La Femme sans ombre, Éditions du Rocher  (ISBN 2268003795)
- 2016 : La saga des Dussaud, une famille française
- 2017 : La saga des Aynaud, une famille française